# Maximilian Müller (Hockeyspieler)

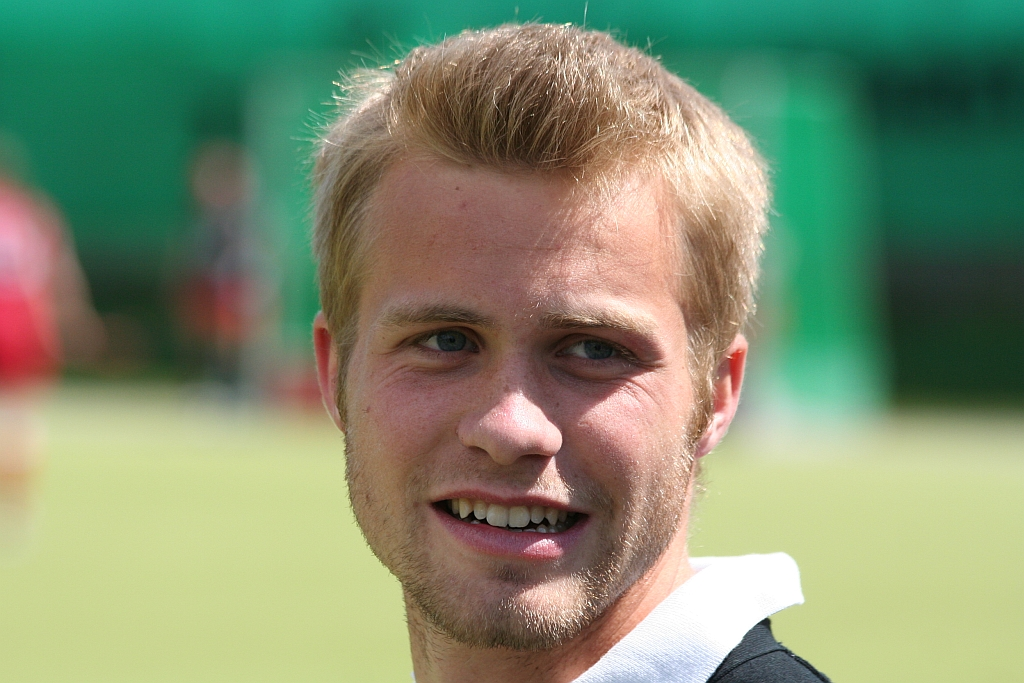
Maximilian Müller

Maximilian „Max“ Müller (* 11. Juli 1987 in Nürnberg) ist ein deutscher Hockeyspieler und ehemaliges Mitglied des A-Kaders der deutschen Nationalmannschaft.

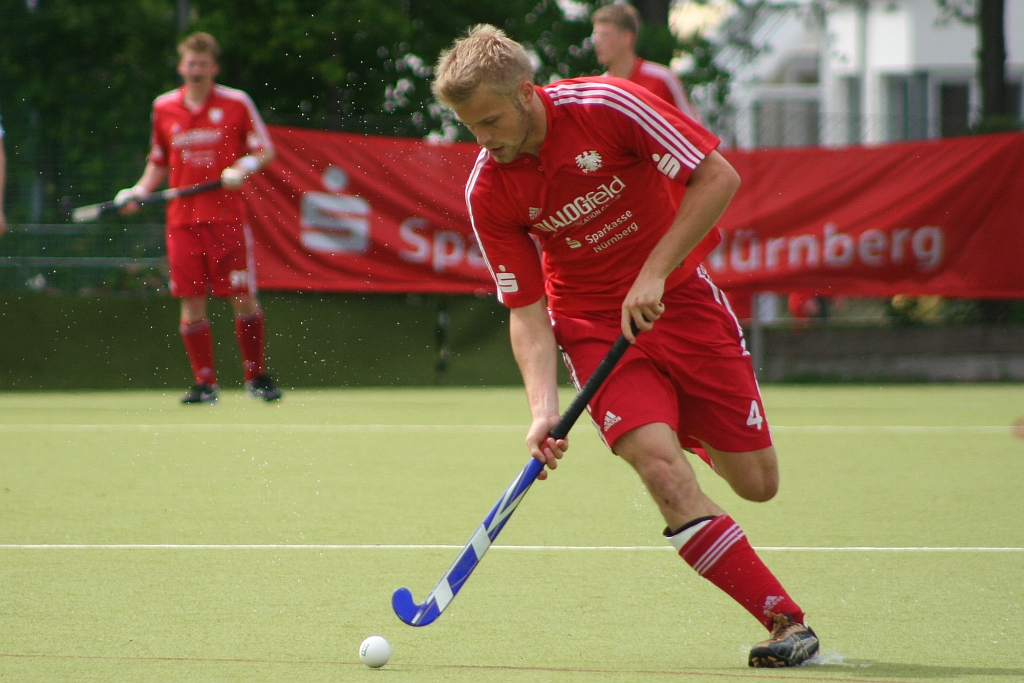
Müller bei einem Spiel des Nürnberger HTC

Als Jugendlicher bestritt Maximilian Müller insgesamt 64 Länderspiele (erstes Länderspiel 2002)
und wurde bereits mit 18 Jahren in den A-Kader Deutschlands berufen, wo er inzwischen 160 Länderspiele absolviert hat, davon fünf in der Halle.(Stand 24. Juni 2012)
Neben vier Deutschen Jugendmeisterschaften mit seiner Mannschaft beim Nürnberger HTC, gehören zu seinen persönlichen Erfolgen der Gewinn der Europameisterschaft der U16 in Barcelona 2003, die Vize-Europameisterschaft der U21 in Prag 2006 und der Gewinn der Champions-Trophy in Kuala Lumpur 2007. 2008 war Müller lange verletzt, kehrte aber rechtzeitig für die Olympischen Spiele in die Mannschaft zurück. Bei den Olympischen Spielen 2008 gewann Müller mit der deutschen Mannschaft Gold nach einem 1:0-Endspielsieg gegen Spanien. Er war 2009 Europameisterschaftszweiter hinter England und 2010 in Indien Weltmeisterschaftszweiter hinter Australien. Im Februar 2011 gehörte er zum erfolgreichen Team bei der Hallenhockey-Weltmeisterschaft 2011. Im August 2011 siegte die deutsche Mannschaft bei der Feldhockey-Europameisterschaft in Mönchengladbach im Finale gegen die Niederlande. 2012 wurde Müller in London als Kapitän des Nationalteams nach einem 2:1-Finalsieg gegen die Niederlande Olympiasieger.
Den Weg zum Hockeysport fand Müller über seinen Vater Martin, der nicht nur Feldhockey, sondern auch Eishockey spielte und einer der erfolgreichsten Eishockeyspieler Nürnbergs ist. Seit 2014 ist Müller für die CSU Mitglied im Nürnberger Stadtrat. Des Weiteren ist er Anhänger und Mitglied im Aufsichtsrat des 1. FC Nürnberg.